# Amazonini
Amazonini – plemię ptaków z podrodziny papug neotropikalnych (Arinae) w obrębie rodziny papugowatych (Psittacidae).

## Rozmieszczenie geograficzne
Plemię obejmuje gatunki występujące w Ameryce.

## Systematyka
Do plemienia należą następujące rodzaje:
- Myiopsitta Bonaparte, 1854
- Brotogeris Vigors, 1825
- Pionopsitta Bonaparte, 1854 – jedynym przedstawicielem jest Pionopsitta pileata (Scopoli, 1769) – krasnogłówka
- Triclaria Wagler, 1832 – jedynym przedstawicielem jest Triclaria malachitacea (von Spix, 1824) – malachitka
- Pyrilia Bonaparte, 1856
- Hapalopsittaca Ridgway, 1912
- Graydidascalus Bonaparte, 1854 – jedynym przedstawicielem jest Graydidascalus brachyurus (Temminck & Kuhl, 1820) – szmaragdówka
- Alipiopsitta Caparroz & Pacheco, 2006 – jedynym przedstawicielem jest Alipiopsitta xanthops  – żółtogłówka
- Pionus Wagler, 1832
- Amazona Lesson, 1830